# Kmečka zveza
Kmečka zveza (italijansko Associazione agricoltori) je stanovska organizacija slovenskih kmetov v Italiji.

## Odlikovanja in nagrade
Leta 2000 je prejel častni znak svobode Republike Slovenije z naslednjo utemeljitvijo: »za zasluge za obstoj in gospodarski razvoj zamejskih Slovencev v Italiji«.